# Капковський Андрій Миколайович
 Капковський Андрій Миколайович — полковник Збройних сил України, що відзначився у ході російського вторгнення в Україну, учасник російсько-української війни.

## Життєпис
Військову службу почав в 2007 року, поступивши до Національної академії Сухопутних військ.
У 2011 році — командир взводу, викладач навчального центру "Десна".
У 2013 році — командир механізованого взводу 28 окремої механізованої бригади.

### Антитерористична операціяна сході України
Липень 2014 року — участь в бойових діях в зоні Антитерористичної операції в районі населених пунктів Амвросіївка, Савур-Могила.
На посаді командира механізованої роти 28 окремої механізованої бригади брав участь у бойових діях в районі населених пунктів Оленівка, Новотроїцьке, Докучаєвськ, Станиця Луганська.
З 2018 року — майор, місце служби: штаб оперативного командування "Південь", 
м. Одеса.

### Російське вторгнення в Україну (2022)
2022 рік — підполковник, командир 1 механізованого батальйону 110 окремої механізованої бригади, виконував бойові завдання в районі Авдіївки Донецької області.
2024 рік — полковник, начальник штабу 22 окремої механізованої бригади.
З вересня 2024 року — командир 21 окремої механізованої бригади .

## Нагороди
- орден Богдана Хмельницького III ступеня (2016) — За особисту мужність і самовіддані дії, виявлені у захисті державного суверенітету та територіальної цілісності України, вірність військовій присязі[4].